# Сосенски
Сосенски (на руски: Сосенский) е град в Русия, разположен в Козелски район, Калужка област. Населението на града към 1 януари 2018 е 10 628 души.